# Louis Gaultier
Louis Gaultier, punim imenom Aloïsius Édouard Camille Gaultier (tal. Luigi Camillo Goltieri; Asti, 1745. ili 1746. – Pariz, 19. rujna 1818.), poznat skraćeno i kao Abbé Gaultier (fr. abbé je opat, pater), francuski katolički svećenik, isusovac, teolog, pedagog i reformator obrazovanja.
Rođen je u Piemontu, u obitelji francuskih roditelja. Poslan je na studij u Francusku, no zaređen je u Italiji. Povratkom u Francusku počinje se baviti dječjom pedagogijom te osmišljava i 1786. otvara u Parizu besplatni tečaj za naobrazbu djece iz velikih i siromašnih obitelji. God. 1792., u jeku Francuske revolucije i rastućega protukatoličanstva, odlazi preko Nizozemske u Englesku, gdje zatječe neke od pariških kolega te nastavlja provoditi naobrazbu. Uspjeh Gaultierova pristupa potaknuo je i zanimanje Oxforda i Cambridgea. U Francusku se vraća 1801. i nastavlja sa svojim radom.
U listopadu 1814. ponovno odlazi u London, kako bi proučio metodu uzajamnoga poučavanja (fr. méthode d'enseignement mutuel), primijenjivanu u tamošnjim školama Bell i Lancaster, koja je imala više dodirnih točaka s njegovim metodama. Povratkom u Francusku imenovan je članom vijeća koje je u razdoblju tzv. Stotinu dana (fr. Cent-Jours) sazvao ministar Carnot radi reorganizacije osnovnoškolskoga sustava. U ožujku 1918. imenovan je i predsjednikom Društva za osnovnoškolsku poduku (fr.  Société pour l'instruction élémentaire).
Njegov udžbenik zemljopisa, Géographie de l'abbé Gaultier, bio je u širokoj uporabi u francuskim školama u XIX. st.
Poznat je i kao Voltaireov ispovjednik neposredno prije njegove smrti.

## Djela
- Leçons de grammaire (1787.),
- Les Leçons de géographie par le moyen du jeu (1788.),
- Les Leçons de chronologie et d'histoire (1788,).
- Le Jeu raisonnable et moral pour les enfants (1791.),
- L'Exposé du cours complet des jeux instructifs (1802.),
- La Méthode pour apprendre grammaticalement la langue latine sans connaître les règles de la composition (1804.),
- La Méthode pour exercer les jeunes gens à la composition française et pour les y préparer graduellement (1811.),
- Les Traits caractéristiques d'une mauvaise éducation (1812.).